# Esto Perpetua
Esto Perpetua (с лат. — «Будет всегда») — девиз штата Айдахо США.
Фраза «esto perpetua» принадлежит венецианскому монаху ордена сервитов математику Паоло Сарпи (1552—1623). Будучи на смертном одре, он обратил эти слова в честь Венеции и против папы Павла V. Фраза получила широкое распространение у современников Сарпи и последующих поколений.
Вскоре после получения в 1890 году Айдахо статуса штата фраза была принята в качестве его официального девиза и размещена на его официальной печати.